# Sode-Tsurikomi-Goshi

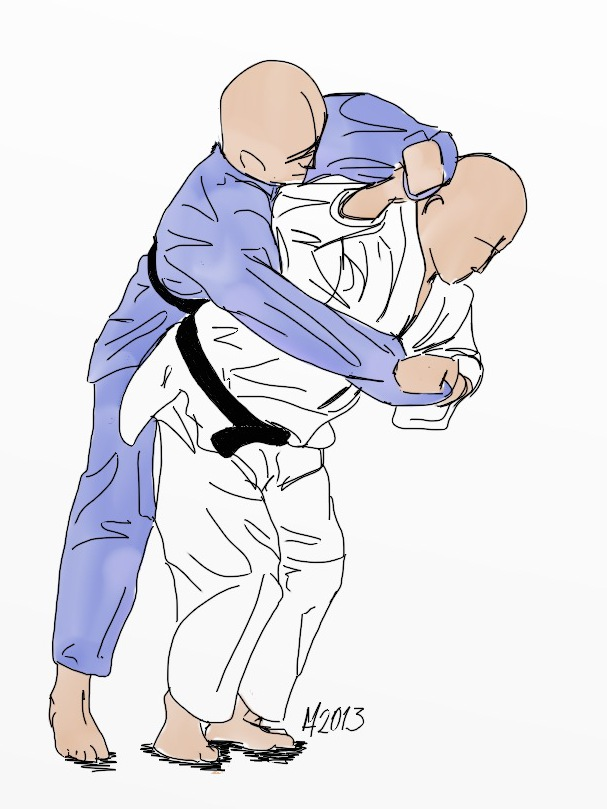
Exécusion Sode-Tsurikomi-Goshi

Sode-Tsurikomi-Goshi (projection de la hanche en tirant et soulevant, en japonais : 袖釣込腰) est une technique de projection du judo. 

## Terminologie
- Sode :  manche
- Tsurikomi : traction en soulevant
- Goshi : hanche